# Drosophila makawao
Espèce
Drosphilia makawao est une espèce de mouches de la famille des Drosophilidae d'origine africaine.

## Publication originale
- (en) Karl N. Magnacca et Patrick M. O'Grady, « Revision of the ‘nudidrosophila’ and ‘ateledrosophila’ species groups of Hawaiian Drosophila (Diptera: Drosophilidae), with descriptions of twenty-two new species », Systematic Entomology, Wiley-Blackwell, vol. 33, no 2,‎ 4 février 2008, p. 395-428 (ISSN 0307-6970 et 1365-3113, DOI 10.1111/J.1365-3113.2007.00400.X).